# مایکل چرنوس
مایکل چرنوس (به انگلیسی: Michael Chernus) (زاده ۸ اوت ۱۹۷۷) بازیگر آمریکایی است.
از فیلم‌های معروف او می‌توان به بازی در فیلم خانواده فانگ، گذر از زمستان، خداحافظی با همه آن چیزها و ریباند اشاره کرد.